# Foie gras

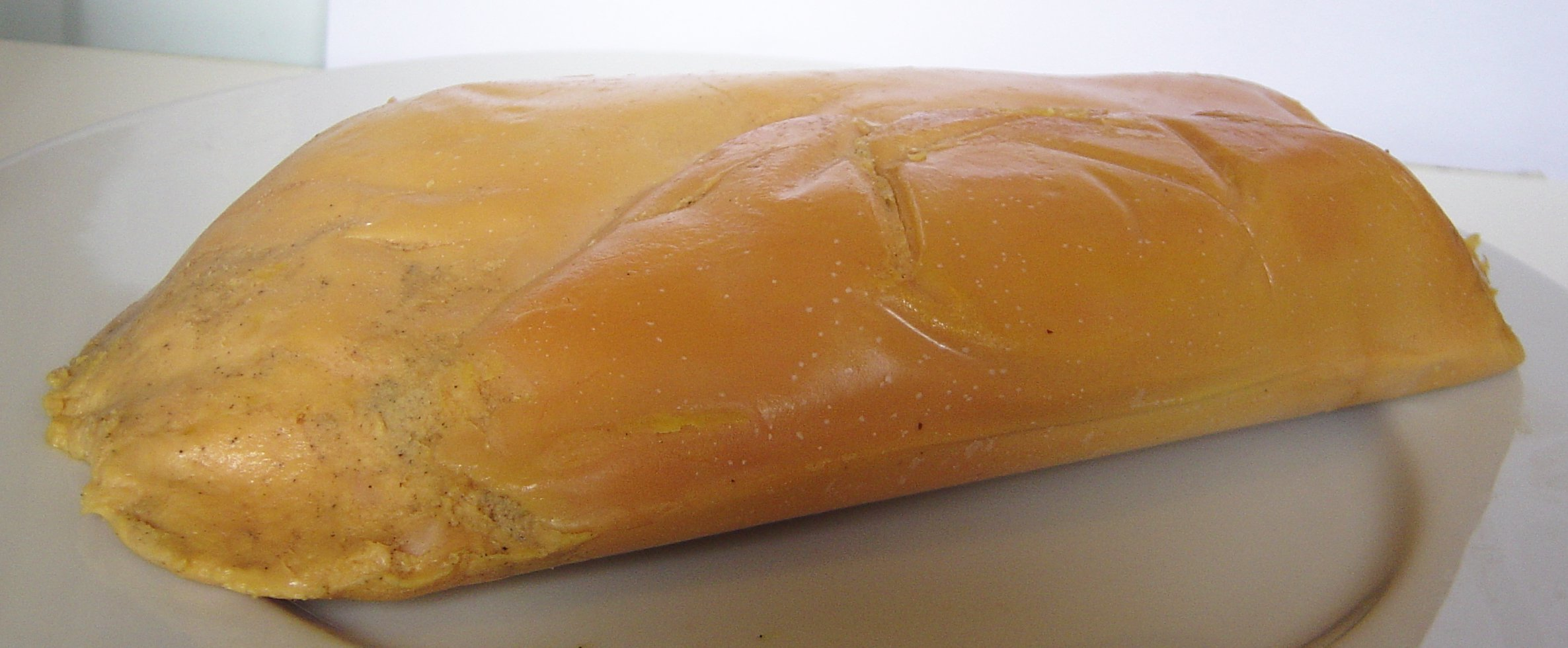
Celé, zčásti upravené, foie gras

Foie gras (výslovnost [fwa ɡʁɑ]IPA) jsou ztučnělá játra vodních ptáků, především hus a kachen. Jsou považována za delikatesu. V některých zemích je dokonce chráněn způsob výroby i konzumace jako národní kulturní památka. Zároveň však kvůli nešetrnému způsobu přípravy čelí intenzívní kritice ze strany ochránců zvířat. Husí játra se dají připravit jak v studených, tak teplých variacích, dají se péct, smažit, připravovat ve vodní lázni a lze z nich dělat paštiky.
Husí játra foie gras pocházejí především z Francie, ale také z Maďarska a to především z farem na jihovýchodě země v župách Bacs-Kiskun, Csongrad, Bekes, Hajdu-Bihar.

## Produkce
Při produkci „foie gras“ je ptákům zavedena několikrát denně do volete či přímo žaludku sonda, kterou je jim vpravena krmná směs, předvařená kukuřice, v množství větším, než je potřebná denní nutriční dávka pro daný druh ptáka, a tím jsou játra zpracovávající energeticky bohatou krev opouštějící zažívací trakt vrátnicovým oběhem nucena k podstatně větší práci, ke zvětšení objemu. Jaterní parenchym (tkáň) pod tíhou energetické bohatosti stravy, neustálého překrmování, degeneruje a je nahrazována tukovou tkání, játra tak získávají svoji charakteristickou žlutorůžovou barvu.
Pro dosažení větší účinnosti krmení bývají ptáci omezeni v pohybu.

## Snahy o zákaz

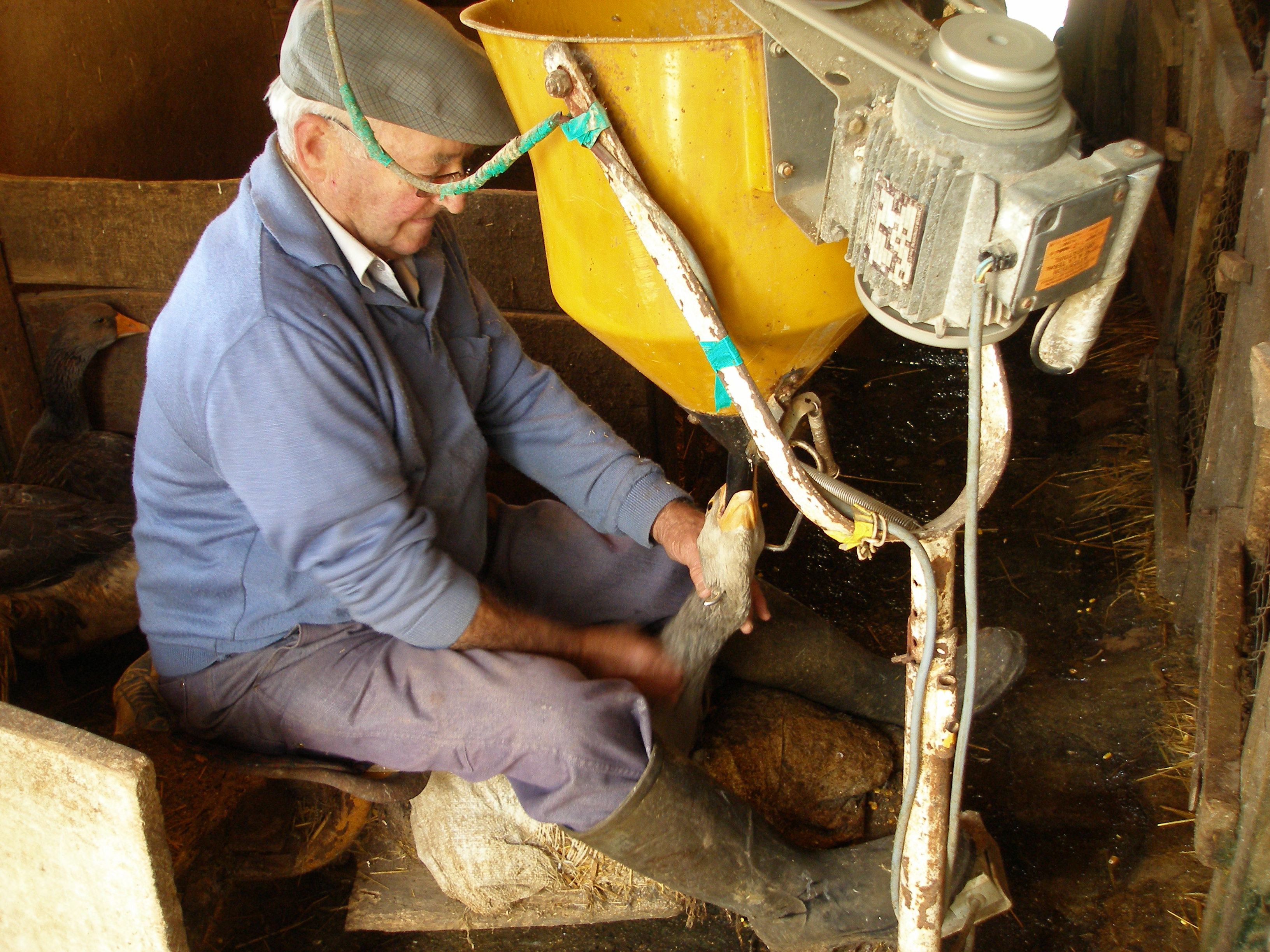
Vykrmování hus pro foie gras ve Francii

V některých státech je způsob vykrmování ptáků používaný pro produkci foie gras zakázaný, ale není zakázán dovoz. V Evropě patří mezi producenty pouze Belgie, Bulharsko, Španělsko, Francie a Maďarsko.
Jinde je zakázán prodej tučných jater, zákaz platil např. v Chicagu. V Kalifornii zakazuje prodej tučných jater zákon z roku 2004, v platnost vešel až v roce 2012, osmiletá lhůta byla dána chovatelům drůbeže, aby přešli na alternativní způsob krmení, což se ale nestalo.